# みずかみかずよ
みずかみ かずよ（1935年4月1日 - 1988年10月3日）は、日本の詩人。詩「あかいカーテン」が『こくご二上たんぽぽ（光村図書）』に掲載されるなど、児童文学に貢献した。少年詩集『みのむし行進（葦書房）』『みずかみかずよ少年詩集こえがする（理論社）』詩の絵本『きんのストロー（国土社）』など詩集を多数出版したほか、歌集『生かされて（石風社）』は死去直前、病床で詠まれた作品をまとめている。本名、水上多世（みずかみ かずよ）。

## 来歴
福岡県八幡市生まれ。福岡県八幡中央高校卒業後、私立尾倉幼稚園に勤務しながら月刊誌など投稿、作詩活動を続ける。
1958年、児童文学誌「小さい旗」に参加、同同人、水上平吉と結婚した。1958年、詩「充ちてくるもの」を月刊誌『新婦人』に投稿、特選となる（賞金千円）。少年詩集『馬でかければ』（葦書房1977年）、少年詩集『みのむし行進』（同1979年）を出版。処女詩『馬でかければ』に収録されている「あかいカーテン」が『こくご二上たんぽぽ』（光村図書）に採用、1985年度版まで収録された。1980年、絵本『南の島の白い花』（葦書房）を出版、翌年、夫平吉とともに北九州市民文化賞（文学的領域）を受賞した。そのほか『みずかみかずよ少年詩集　こえがする』（理論社1983年）、『ごめんねキューピー』（佑学社1983年の著書がある。

## 作品
- 「あかいカーテン」

処女詩集『馬でかければ』（葦書房1977.5）に収録。（1980年から1985年まで光村図書『こくご二上たんぽぽ』に採用される。教科書に掲載されることで、子ども読者との交流も生まれた。
- 「ふきのとう」「金のストロー」「馬でかければ」「つきよ」「けやき」「ねぎぼうず」国語教科書掲載。
- 『ごめんねキューピー』（83年佑学社　のち石風社で復刊）自身の経験をもとにした成長物語。児童文学誌「小さな旗」にて発表した「とおい道ー少女よしこの物語」の第２章を抜粋して単行本化した。[2]
- 「充ちてくるもの」

夫の水上平吉（児童文学作家）にもらったラブレターの返事として結婚前に作成した詩。月刊誌「新婦人」の深尾須磨子選の投稿誌のページにて特選となる。